# 圣诞便便，黄金先生
《圣诞便便，黄金先生》（英語：Mr. Hankey, the Christmas Poo）是美国动画喜剧《南方公园》第1季的第9集，于1997年12月17日通过喜剧中心频道在美国首播。在这一集里，南方公园迎来圣诞节，镇上喜庆的气氛让信奉犹太教的凯尔感到格格不入，但在“黄金先生”——就是一坨会说话和唱歌的粪便，还戴着红色的帽子——的安慰下又开心起来。除凯尔外，其他人都没见过黄金先生活过来的样子，所以他们都认为凯尔产生了幻觉。与此同时，镇民把圣诞节所有同宗教有关的内容都清理出南方公园，以保持政治正确、与世无争。
本集由《南方公园》主创特雷·帕克和马特·斯通编剧并导演，在美国首播时定为级。黄金先生源自帕克童年时的构想，之后他和斯通在构思《南方公园》时一度打算让黄金先生作为主角。《圣诞便便，黄金先生》受到《花生》圣诞特别节目《查理·布朗的圣诞节》的很大影响，是《南方公园》的首期圣诞节特别节目，也是第1季仅有的音乐剧风格剧集，而且肯尼在这集也没有死。节目讽刺的是政治正确和宗教上的过度敏感，帕克和斯通认为，这集还令《南方公园》的受欢迎程度和与社会关联的密切程度达到新高度。
节目播出后获得评论界的普遍好评，多位评论员认为这集堪称《南方公园》的经典之作。根据尼尔森收视率调查数据，有约450万户美国家庭观看本集首播，不但创下《南方公园》剧集新高，而且在1997年所有基础有线电视娱乐节目中也能排到第4位。除黄金先生首度出场外，本集中还第一次出现了两首热门《南方公园》歌曲，分别是《圣诞节的孤独犹太人》和《凯尔的妈妈是个大肥婊子》。动画片《莱恩和史丁比》的主创人约翰·克里克法鲁什声称帕克和斯通剽窃他的构想创造黄金先生一角，两人对此坚决否认。

## 剧情
凯尔在南方公园小学的圣诞节耶稣诞生剧演出中扮演圣若瑟，但他的妈妈得知后非常愤怒并让他退出节目，指责学校居然敢让她信奉犹太教的儿子去参与基督教主题演出。她还要求公立学校中不得掺杂宗教元素，威胁会将此事上报市长交涉。凯尔提议演唱没有宗教意味的歌曲《黄金先生，圣诞便便》（Mr. Hankey, the Christmas Poo），但别的人都不相信有“黄金先生”这么一坨会说话和唱歌的“圣诞便便”存在（只有厨师例外），所以不接受凯尔的建议。最终他难过地离开学校，对自己不能像其他人那样庆祝圣诞节感到受排挤和孤立。
市长麦克代尼尔斯（Mayor McDaniels）决定，将圣诞庆祝活动中会让任何人感到冒犯的内容去除，这包括圣诞老人、圣诞树、花圈、圣诞彩灯、糖果手杖、槲寄生和伯利恒之星。凯尔再度提议采用黄金先生作为圣诞节的标志，因为这坨粪便不会歧视任何人，也没有宗教倾向。回到家里，凯尔因相信黄金先生的存在而受到父母责骂，黄金先生在凯尔刷牙时从厕所走出来，不管走到哪里，就把粪便的印记带到哪里，导致凯尔的父母又怪罪儿子把屎拉得到处都是。凯尔决定带黄金先生去上学，向大家证明它真的存在，但黄金先生在那些不相信他存在的人旁边时就变成一堆干巴巴的粪便，埃里克·卡特曼甚至提出疑问，犹太人是不是有这种带着装有干燥粪便的盒子四处走动的传统。卡特曼以d小调唱起《凯尔的妈妈是个大肥婊子》（Kyle's Mom is a Big Fat Bitch）时，黄金先生扑到他的脸上，凯尔又因此受到责骂，并且被送到辅导员賣假老師（Mr. Mackey）那里，但黄金先生又在賣假老師的咖啡裡洗了个澡，给凯尔的处境雪上加霜。卡特曼、斯坦和肯尼都认为凯尔一定是疯了，所以把他送进精神病院。
学校的圣诞庆祝活动也像镇上其它地方一样，去除了所有有关圣诞节的标志，孩子们表演的节目变成作曲家菲利普·格拉斯创作的极简风格歌舞。家长们对庆祝活动变得如此糟糕感到震惊，然后开始怪罪彼此毁了圣诞节，并且很快就出现肢体冲突。厨师知道凯尔被送到精神病院后告诉另外几个孩子，黄金先生是真实存在的。孩子们都开始相信凯尔并没有疯，黄金先生也在众人面前活过来，批评众人只关注圣诞节中不好的一面，却忘记了美好的事物。镇上居民把凯尔从精神病院放出来并向他道歉，大家一起唱起圣诞歌曲，看着黄金先生和圣诞老人相伴高飞。卡特曼、斯坦和凯尔还是觉得有什么地方不对，荧幕上这时出现（“结束”）字样，肯尼感到非常高兴，因为整集里他不但没有死，而且也没有遇到任何威胁性命的处境。
剧尾字幕时，耶稣出现在荧幕上，垂头丧气地在自己的电视工作室演唱《生日快乐》。

## 制作

### 构想及早期创作历程
“黄金先生”源于特雷·帕克父亲的杜撰，当时他正对儿子进行排便训练。帕克表示，自己小时候总不愿冲厕所，所以父亲就说要是不把“黄金先生”冲走，这堆粪便就会活过来杀了他。特雷一直记得父亲的话，并且从上小学开始的整个学生时代都经常把黄金先生画出来，只不过这坨粪便戴的是水手帽，而不是《南方公园》中的圣诞老人帽。就读科罗拉多大学波德分校期间，帕克结识马特·斯通，《南方公园》就是两人一起创作的作品，帕克把黄金先生的构想告诉斯通，两人很快就想到要围绕这个角色制作一部电影或是其它剧作。两人打算拍摄3分钟的短片，讲述一个小男孩同黄金先生成为朋友，但这坨会说话的粪便在别人面前就不会活过来，导致其他人都觉得这个孩子一定是疯了。根据两人的设想，孩子的父母发现孩子手持粪便站在浴室里，责怪孩子把墙壁上也糊得到处都是大便，但这实际上都是黄金先生做的。两人还想到让孩子同辅导员面谈，黄金先生在此期间跳进辅导员的咖啡杯，致使孩子再次受到责骂。不过与电视剧不同的是，故事的结局是这个孩子真的是疯了，黄金先生根本不存在，完全是他的空想。帕克和斯通之后始终没有拍出这部短片，但还是把其中几乎所有的内容都融入这集《圣诞便便，黄金先生》，只是修改了结局。节目中发现黄金先生的孩子叫凯尔，辅导员则是麦基先生。
虽然有关黄金先生的短片未能面世，但帕克和斯通制作了两部名为《圣诞精神》的圣诞节题材动画短片，这两部短片就是《南方公园》的前身。短片引起许多人的关注，有望更进一步制作成电视剧，帕克和斯通设想出以凯尔、斯坦、肯尼和卡特曼4个孩子为主角的节目，会说话的粪便“黄金先生”则是剧中的大反派，原订剧名为《黄金先生秀》（The Mr. Hankey Show）。两人把构想告知当时是福克斯广播公司电视高管的朋友布莱恩·格拉登（Brian Graden），但格拉登表示“我不会把粪便放到我的电视台”。两人于是调整思路，将节目围绕“南方公园”镇和4个孩子展开，取消大反派黄金先生，但计划在之后的剧集里让它作为小配角出场。此后喜剧中心频道表示对项目有兴趣，帕克和斯通于是在同电视台高管谈判时提及有关黄金先生的构想，据帕克表示，他在谈判期间曾说：“继续细谈前，我们有一点必须明确：你们觉得会说话的粪便怎么样？”电视台高管对之表示接受，帕克称，这正是他和斯通决定同该电视台签约的其中一个主要原因。
剧集中身为犹太人的凯尔在圣诞期间感到孤独，这源于帕克和斯通对犹太人在科罗拉多州成长历程的认知。虽然就读的学校不同，但两人都曾看到犹太孩童在学校里受人欺侮，因为犹太学生在这些学校里都只占极少数。斯通虽然是犹太人，但并不是依照犹太传统抚养，所以他也没有多少受他人欺负的亲身经历。剧中的南方公园小学徒劳地试图避免开罪不信奉基督教的人士，这一情节同样源自帕克和斯通成长期间的见闻。帕克就举例称自己曾看过这么一次合唱团演出，其中唯一的犹太学生经安排演唱光明节歌曲，其他人则都是演唱圣诞歌曲，合唱团本来是想让这位犹太学生感觉自己很特别，但帕克称，此事只令该学生感到更加寂寞和孤立。

### 剧集制作

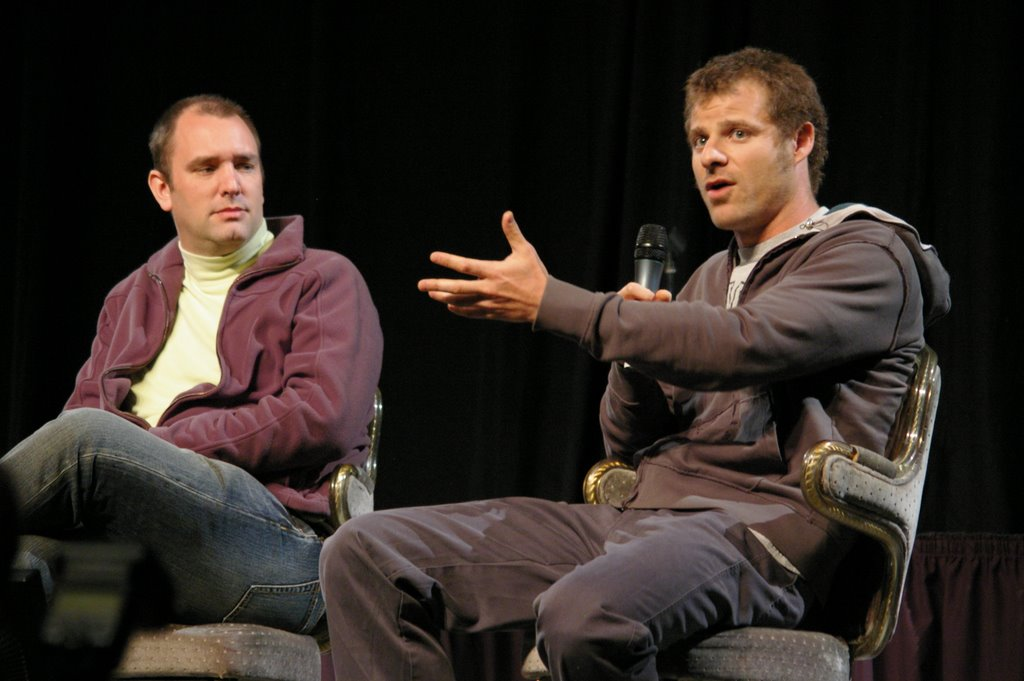
《圣诞便便，黄金先生》的剧本由《南方公园》主创特雷·帕克和马特·斯通创作

《圣诞便便，黄金先生》由帕克和斯通编剧并导演，于1997年12月17日通过喜剧中心频道在美国首播，评级为，是《南方公园》的第一期圣诞节正式剧集。多位电视记者认为《圣诞精神》短片是黄金先生的前身，两者有一些共同特征，但相比之下，这集电视剧更温和，更有品味。帕克和斯通原本打算将《撒旦之子》作为《南方公园》第1季的圣诞剧集，剧中会有耶稣和撒旦的拳击赛。虽然两人一直计划将黄金先生引入节目，但起初并没打算让它作为圣诞节角色出场，直到拍摄《撒旦之子》时才改变主意，将《圣诞便便，黄金先生》作为假日剧集。这一调整令《撒旦之子》延迟到《圣诞便便，黄金先生》之后播出，但从制作顺序上《撒旦之子》仍比后者先完成。
创作本集剧本期间，帕克和斯通看了大量有关政府建筑设计和装饰限制的新闻报导，建筑中不能有包括耶稣诞生模型在内的多种基督教节日象征，以免对其他宗教构成冒犯。帕克和斯通是不可知论者，但两人都很喜欢圣诞节，所以他们觉得政府的做法很“荒谬”，而且据斯通表示，他们只是希望借黄金先生来表达圣诞节是有关美好和礼物的理念，这并不总会引起宗教性的冲突。两人打算将过去的经典圣诞特别节目同恶搞性质的《南方公园》扭曲风格相结合，所以在剧集制作期间反复观看1965年的《花生漫画》特别节目《查理·布朗的圣诞节》。帕克对此称：“到了这个时候，我们就是想制作一期《南方公园》版本的查理布朗圣诞节，那个节目在我的成长历程中绝对扮演着非常重要的角色”。
《圣诞便便，黄金先生》被视为《南方公园》的第1集音乐剧风格节目，剧中的歌曲包括《黄金先生，圣诞便便》、《圣诞节的孤独犹太人》（A Lonely Jew on Christmas），以及《凯尔的妈妈是个大肥婊子》。帕克和斯通起初对制作音乐剧有些担忧，对此帕克称“人们通常都讨厌音乐剧”。剧中的黄金先生大部分源自两人上大学时设想的短片，只有结局做了调整，黄金先生不再只是凯尔的想象，而是真实存在的活粪便。据帕克表示，做此决定主要是因为他对儿童节目《芝麻街》中一个同类角色的复杂感受，该角色在现身《芝麻街》后的前14年里都只有另外一个角色看得见，这样的剧情设定令帕克“深感苦恼”。帕克和斯通认为，黄金先生应当体现出20世纪30年代动画片健康卫生而且讲道德的正面形象，所以两人有意将其设计成与1928年动画片《汽船威利号》中的米老鼠类似，其中又以眼睛特别像。制作剧中黄金先生走到哪里就把粪便糊到哪里的镜头时，《南方公园》的动画师首先扫描多张巧克力和软糖四处散落的图像，再把其中的巧克力和软糖换成粪便后插入剧集。帕克和斯通在如何为黄金先生配音上一度难以决断，斯通之后在纽约向新闻界宣传《南方公园》期间曾到麦当劳吃猪柳麦满分，然后就在进餐时想到了配音的方法。
喜剧中心频道高管对本集的大部分内容都没有提出异议，但他们曾要求对其中一些可能令人感到冒犯的内容加以修剪。剧中南方公园小学排练耶稣诞生剧时，类似胎儿的小耶稣从扮演圣母玛利亚的温迪（Wendy）体内蹦出来，再由饰演圣若瑟的凯尔接住。喜剧中心高管对这组镜头感到担忧，帕克称他们不得不“非常谨慎地”处理动画，不过最终播映的剧集中保留了这段镜头。此外，拍摄真人版黄金先生广告时，手持黄金先生（实际上是巧克力）的孩子在上面咬了一口。喜剧中心的官员不同意将这段广告加入剧集，最终剧情改为孩子在上镜头前就已经吃了粪便，帕克觉得这样的设定更加好笑。
肯尼在《圣诞便便，黄金先生》中没有丧命，这还是《南方公园》开播以来头一遭。帕克和斯通有意在剧中设定多段看起来有可能导致肯尼死亡的剧情，但最终决定本着圣诞节的精神让他活下来。本集也是南方公园小学老师加里森先生（Mr. Garrison）首次以反犹太主义者和种族主义者的形象出场，特别是他还专门要求市长麦克代尼尔斯把南方公园的所有墨西哥裔赶出去。对此帕克表示：“到了这个时候，加里森已经很明显是镇上最操蛋的人，他的心智显然存在严重问题。对于我们来说，把这么一个乱七八糟的家伙描绘成种族主义者是件很有趣的事。”

### 家用媒体和原声带发行
1998年11月，《圣诞便便，黄金先生》和《南方公园》另外11集的套装发布。套装共有3碟，本集同《饿死鬼叭噗》、《机械怪兽史翠珊》（Mecha-Streisand）和《隆鼻手术》（Tom's Rhinoplasty）一起收录在第3碟。1998年发行的录像带套装《南方公园假日特别节目》（South Park Festival Special）一共收录了6集《南方公园》，除《圣诞便便，黄金先生》外，另外5集分别是《饿死鬼叭噗》、《圣诞快乐，查尔斯·曼森》（Merry Christmas, Charlie Manson!）、《黄金先生的圣诞经典歌曲》（Mr. Hankey's Christmas Classics）、《Korn解开海贼幽灵之谜》（Korn's Groovy Pirate Ghost Mystery），以及《结膜炎病毒》（Pinkeye）。2007年11月发行的《南方公园圣诞节时间》（Christmas Time in South Park）中除《圣诞便便，黄金先生》外，还收录了《圣诞快乐，查尔斯·曼森》、《黄金先生的圣诞经典歌曲》、《黄金先生的圣诞精神》（A Very Crappy Christmas）、《圣诞老人坠橇事件》（Red Sleigh Down）、《枫叶岛的圣诞节》（It's Christmas in Canada）和《森林圣诞节》（Woodland Critter Christmas）。2002年11月12日，《南方公园：第一季完整版》（South Park: The Complete First Season）的发布，其中收录了第1季包括《圣诞便便，黄金先生》在内的13集节目。帕克和斯通为每集都录制了评论音轨，但由于其中某些语句涉及的“标准”问题而未纳入，两人都不接受收录这些音轨所需要的剪辑和审查，最终所有评论音轨都是经单独发行。从2008年开始，观众还可以通过官方网站免费在线观看包括《圣诞便便，黄金先生》在内的每一集《南方公园》。
本集包含的多首歌曲于2007年10月经原声带《黄金先生的圣诞经典歌曲》发行。《伯明翰新闻报》（The Birmingham News）评价唱片“兴高采烈地践踏美国最珍视的节日之一，即使是愤世嫉俗的听众也很可能会对之气愤得喘息不已”。

## 主题
《圣诞便便，黄金先生》讽刺的是美国社会的政治正确和宗教敏感，特别是剧中人物竭力组织“快乐、不会冒犯他人、不分宗派的圣诞演出”来避免开罪任何宗教背景人士的情节。许多圣诞节特别节目主要关注圣诞节的宗教、精神和道德层面而非商业角度，但《圣诞便便，黄金先生》反其道而行之，对圣诞节的商业化给予正面肯定，鼓励观众享受节日中的商业元素，不要对宗教立场抱太多顾虑。加拿大约克大学教授艾莉森·哈尔索尔（Alison Halsall）认为，帕克和斯通“再度模糊了神圣和世俗的界线，这次拿来开刀的是节日的传统含义”。
有评论认为，本集在戏仿包括《查理·布朗的圣诞节》、《雪人FROSTY》（Frosty the Snowman）和《这是南瓜大王哦！查理·布朗！》（It's the Great Pumpkin, Charlie Brown）在内圣诞节特别节目的同时，也对犹太孩童在圣诞假期被忽视的处境加以关注。这一主题经片尾斯坦的台词公开强调：犹太人和光明节“都可以变得很酷”，圣诞节也一样。·基思·布克（M. Keith Booker）在《电视绘制：从摩登原始人到恶搞之家的黄金时段动画片》（Drawn to Television: Prime-Time Animation from The Flintstones to Family Guy）一书中指出，虽然《圣诞便便，黄金先生》在描绘圣诞节时充满不敬，领头的居然是坨会唱歌的粪便，但这仍然是《南方公园》最接近感伤和怀旧的一集。文学批评家马克·考德威尔（Mark Caldwell）认为，肯尼在这集中活了下来，这表明节目虽然在讽刺上依旧尽心尽力，但仍然暗合传统的节日礼仪。
艾莉森·哈尔索尔表示，《圣诞便便，黄金先生》是粪便学历史研究最具代表性的作品，《南方公园》自始至终都包含有关排泄物研究的内容。在哈尔索尔看来，让粪便作为剧中角色出场，并且在四处走动时还会把涂抹得到处都是，这是要让观众直面“人体固有的肮脏，无论我们多么努力地去将其美化也无济于事。黄金先生的污迹系统性地把社会秩序中的清洁度打乱……南方公园通过令人作呕的形象因素对卫生处理说不。”

## 文化影响和参照
多位评论员认为，黄金先生是《南方公园》所有极少出场的角色中最易于辨认，同时又最有人气的其中一个。他以（“你好”）问候别人时的高亢音调同样有很高的辩识度，是《南方公园》第一季获引用次数最多的台词之一。这集播出后的几个月里，许多剧迷网站也在这个角色的影响下诞生。1998年1月，《娱乐周刊》报道称喜剧中心高管有计划推出黄金先生巧克力棒。喜剧中心战略规划和新业务开发副总裁拉里·利伯曼（Larry Lieberman）表示，以黄金先生形象设计的糖果条草图已经绘制并传阅，但这总体而言只是个玩笑，没有真的对生产这种产品展开严肃探讨。1998年圣诞假期，黄金先生形象的毛绒玩具成为最受欢迎的《南方公园》周边商品。
除黄金先生外，本集也是天主教神父马克西（Father Maxi）和麦基先生的首次出场，这两个人物原本会通过《撒旦之子》首度露面，但《圣诞便便，黄金先生》成为圣诞剧集后放在《撒旦之子》前面播出。麦基先生源自帕克上学时的辅导员，帕克亲自为该角色配音。另据他所说，自己念书时遇到的这位辅导员同样瘦削而结实，并且他配音时也没有任何夸张，就是模仿辅导员平时说话的腔调。
《圣诞便便，黄金先生》包含多处有关《花生漫画》假日特别节目《查理·布朗的圣诞节》的参照。该节目也借奈勒斯一角之口引述了同一段圣经文字，此外，《圣诞便便，黄金先生》的圣诞演出桥段采用的音乐同《查理·布朗的圣诞节》非常相似；孩子们走到户外，用舌头接住落下的雪花，这一情节也与《查理·布朗的圣诞节》相同。
“喜欢粪便”的凯尔被送到医生那里诊治时，医生所开的药叫氟西汀，是真实存在的抗抑郁药，医生把凯尔的症状称为，这个单词的字面意义和医疗术语嗜粪症相同。作曲家菲利普·格拉斯为南方公园小学的改版演出创作了前卫风格配乐，但斯通和帕克都很不喜欢格拉斯的作品，帕克上大学时主修的正是音乐，他对此声称：“我真的觉得咱们可以随便找个三年级生坐到电子琴前，胡乱演奏一番后就（录下来）当作菲利普·格拉斯的唱片售卖，而且谁也听不出这有什么区别”。剧中的真人广告里包含自制工具包，方便观众制作自家的黄金先生，这个工具包和土豆头先生玩具包裹很像。

## 反响

### 收视和评价
虽然帕克和斯通将《基哥哥爱之船》（Big Gay Al's Big Gay Boat Ride）视为提升《南方公园》的作品，但他们同样认为《圣诞便便，黄金先生》令节目的受欢迎程度和与社会关联的密切程度都达到新高度。帕克甚至认为“正是这集让一切都得到飞跃。”随着节目取得成功，许多名流开始主动同喜剧中心频道联系，希望能在《南方公园》剧集中客串出镜。这也令帕克和斯通有了挑选客串明星的机会，接下来的《隆鼻手术》和《机械怪兽史翠珊》因此分别迎来娜塔莎·亨斯屈奇与罗伯特·史密斯（Robert Smith）出镜。据斯通所说，《圣诞便便，黄金先生》首播时，许多观众都对之感到震惊，有些还被“会说话的圣诞活粪便”给吓着了，不过这种反应随着时间的推迟逐渐淡化。
《圣诞便便，黄金先生》于1997年12月17日通过喜剧中心频道在美国首播，其尼尔森收视率调查结果为5.4，表明有约450万户美国家庭收看，不但创下《南方公园》剧集新高，比喜剧中心频道黄金时段节目的平均收视率高6倍有余，而且在1997年所有基础有线电视娱乐节目中也能排到第4位。同时，本集在18至24岁年龄段观众群中的收视率达51，代表当时有看电视的该年龄段观众有多达51%选择收看《圣诞便便，黄金先生》。
《圣诞便便，黄金先生》被视为《南方公园》的经典剧集之一。《达拉斯晨报》（The Dallas Morning News）的克里斯·沃格纳（Chris Vognar）称黄金先生是“至今最大逆不道的电视节目中最大逆不道的角色”。查理·巴顿（Charlie Patton）在《佛罗里达州时代联合报》（The Florida Times-Union）发文称，本集“粗鲁、肮脏、无礼，而且总体还有些冒犯——同时却又非常有趣”。对于黄金先生一角他还称：“如果你对《猜火车》中伊万·迈克格雷戈从马桶钻进下水道寻找丢失毒品的桥段感觉无所谓，那么有关黄金先生的全部剧情会让你深感困扰”。《滚石》杂志撰稿人兼评论员道格·普拉特（Doug Pratt）认为，“从技术上而言，这部圣诞剧集可能代表《南方公园》在艺术领域的最高成就，因为其中不但有同圣诞节的正面和解，但包含有趣的心理学潜台词：这位英雄是真的能看到黄金先生，还是有某种严重的心理问题？”《新闻日报》（Newsday）的黛安·韦茨（Diane Werts）认为，本集虽然恶心，或许还会令部分人感到冒犯，但却有可能是这年最有趣的假日剧集。她还特别称赞了剧中歌曲《圣诞节的孤独犹太人》。《严肃对待南方公园》（Taking South Park Seriously）一书的作者杰弗里·安德鲁·温斯托克（Jeffrey Andrew Weinstock）认为：与过去的任何剧集相比，这集都把圣诞特别节目和电视整体能够接受的界限推得更远。他还指出，剧中的真人广告尤其能够证明这一点。。
剧集播出前不久，正担任喜剧中心开发和制作副总裁的黛比·莱布林（Debbie Liebling）称，《圣诞便便，黄金先生》令人感觉“既冒犯又可爱”。阿兰·塞平沃尔（Alan Sepinwall）在《明星纪事报》（The Star-Ledger）发文，称赞本集是对政治正确和过度敏感的“辉煌串烧”，“融爆笑的讽刺和对规则的非凡突破于一体”。他将黄金先生纳入1997年最难忘的电视瞬间名单，称该角色是这年“最令人困扰的动画形象”，还称“这个神秘的节日生灵是如此古怪而又令人感到冒犯，以至于无法在家庭订阅的报纸上用文字将其描述出来”。《今日美国》的马特·劳什（Matt Roush）称赞剧集“下流、粗俗而又精彩缤呈”。··雅各布斯（A.J. Jacobs）在《娱乐周刊》发文称，还只到1998年1月时，这集节目就“已经声名狼藉”，他还半开玩笑地表示，既然黄金先生人气这么高，或者帕克和斯通应当考虑围绕它制作番外作品。
《圣诞便便，黄金先生》的音乐也赢得赞誉，《圣诞节的孤独犹太人》俨然成了“经典歌曲”，评论家还把《凯尔的妈妈是个大肥婊子》视为卡特曼的商标之一，1999年的电影《南方公园剧场版》也收录了这首歌。不过，也有部分评论对剧集反响不佳。《新闻周刊》的里克·马林（Rick Marin）就觉得本集“只是个如厕时听的漫长笑话”。《博根纪录报》（The Record）的弗吉尼亚·罗汉（Virginia Rohan）称自己喜欢凯尔的歌曲和肯尼的部分滑稽动作，但剧集本身还不如《圣诞精神》有趣。他还表示，《南方公园》包含有过人的才华，但这集却迫切需要对其笑料做出节奏性的调整。
2003年，《芝加哥论坛报》旗下的《红眼》（RedEye）小报将《圣诞便便，黄金先生》评为《南方公园》史上最佳剧集。2004年10月，喜剧中心网站举行民意调查，选出最优秀的27集《南方公园》剧集，《圣诞便便，黄金先生》排名第3，仅次于名列第1的《周玉抠之乱》（Fat Butt and Pancake Head）和排第2的《忍者游戏》（Good Times with Weapons）。《南方公园》官方网站“南方公园工作室”则在评选5集最臭名远播的剧集时把《圣诞便便，黄金先生》排在第4位。

### 版权争议
动画片《莱恩和史丁比》（The Ren and Stimpy Show）的主创人约翰·克里克法鲁什（John Kricfalusi）声称，黄金先生是从他制作的动画短片《友善粪便坚果》（Nutty the Friendly Dump）中剽窃的，该短片属于卡通书籍系列的组成部分，可以在线上观看。克里克法鲁什声称，《圣诞便便，黄金先生》播出后，“我接到9或10个朋友打来的电话，他们都在大喊，‘我简直不敢相信！他们完全是窃取了你的故事！’……这么说吧：（粪便）会唱歌、跳舞，还能成为朋友，这是我的点子”。克里克法鲁什还觉得《南方公园》中的其它部分元素同样来自他的作品，并在接受媒体采访时称，自己的公司正在考虑对帕克和斯通采取法律措施。喜剧中心频道发言人托尼·福克斯（Tony Fox）表示，斯通和帕克都不知道什么《友善粪便坚果》，克里克法鲁什的主张“荒唐可笑”。帕克表示，他看过的《莱恩和史丁比》也就半集而已，而且他一点都不喜欢，因为里面的角色太过火，配音也很烦人。帕克还称，克里克法鲁什之后同他和斯通取得联系，在信中称：“好吧，我明白这有可能只是巧合，但也请你直接向媒体承认，你是《莱恩和史丁比》的忠实粉丝”；但是，“我并不是《莱恩和史丁比》的粉丝”。